# بيت ريمون
بيت ريمون ((بالعبرية: בֵּית רִמּוֹן‏)، حرفياً: بيت الرمان) هو مُجتمع ديني يقع في مجلس الجليل الأسفل الإقليمي في إسرائيل. يتكون من كيبوتس ومُجتمع من المنازل خاصة الملكية بُنيت على أراضي كانت تابعة لقرية حطين الفلسطينية؛ يقع الكيبوتس في الجليل الأسفل على سلسلة من التلال في جبل طرعان على ارتفاع 400 متر فوق مستوى سطح البحر. بلغ عدد السكان سنة 2019 ما مجموعه 876.

## وصلات خارجية
- الموقع الرسمي نسخة محفوظة 8 مايو 2021 على موقع واي باك مشين.